# إيهاب (اسم)
إِيْهَاب هو اسم علم مذكر من أصل عربي، ومعناه هو كثير العطاء. وبعضهم يخففه فيقول إِهاب، ويُعني إعداد الأمر والتمكين منه والقدرة عليه، كما ورد أنهُ يعني من كان فائق الكرم و كثير العطاء.

## الأصل اللغوي
اسم إيهاب مُشتق من الفعل وَهَب، أي بمعنى أعطى هبةً وكرمةً، والإيهاب: ما يمكنك أن تأخذه، وهو مصدر أوهَب ومجردُه وهب.
على الرغم أنَّ اسم إيهاب من الأسماء العربية، إلا أنهُ لم يرد ذكره ضمن أي قصيدةٍ أو أبياتٍ شعرية، ولم يذكر في أي موضع في القرآن.

## أعلام

### الشخصيات
| - إيهاب الشريف - إيهاب الشهابي - إيهاب الغصين - إيهاب المالكي - إيهاب المصري - إيهاب توفيق | - إيهاب جلال - إيهاب حسن - إيهاب عبد الرحمن السيد - إيهاب عبد الرحيم محمد - إيهاب فهمي - إيهاب نافع |